# Constantin al II-lea

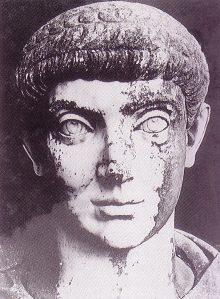
Constantin al II-lea

Constantin al II-lea (Flavius Claudius Constantinus; n. februarie 316 d.Hr., Arles, Provence-Alpes-Côte d'Azur, Franța – d. aprilie 340 d.Hr., Aquileia, Italia) a fost împărat roman între 337-340.
Era fiul lui Constantin cel Mare și al Faustei, născut la Arelate (Arles) în Gallia. Desemnat în 337 Caesar, participă în 332 la luptele de la Dunărea de Jos împotriva goților și, în 337, la moartea tatălui său, este ridicat împreună cu cei doi frați ai săi, Constant și Constanțiu II, la rangul de Augustus, încredințindu-i-se guvernarea provinciilor occidentale: Gallia, Hispania și Britannia. După încercarea nereușită de a institui o tutelă asupra fratelui său mai tânăr, Constant, Constantin pătrunde cu o armată în Italia, dar este ucis, în apropiere de Aquileia, în 340.